# Вильмюр-сюр-Тарн (кантон)
Вильмю́р-сюр-Тарн (фр. Villemur-sur-Tarn, окс. Vilamur de Tarn) — кантон во Франции, находится в регионе Юг — Пиренеи, департамент Верхняя Гаронна. Входит в состав округа Тулуза.
Код INSEE кантона — 3139. Всего в состав кантона Вильмюр-сюр-Тарн входит 7 коммун, из них главной коммуной является Вильмюр-сюр-Тарн.

## Население
Население кантона на 2011 год составляло 9745 человек.
| 1968 | 1975 | 1982 | 1990 | 1999 | 2006 | 2011 |
| ---- | ---- | ---- | ---- | ---- | ---- | ---- |
| 6808 | 6804 | 6866 | 7557 | 7781 | 8679 | 9745 |

## Коммуны кантона
| Коммуна            | Население, чел. (2010) | Код INSEE | Почтовый индекс |
| ------------------ | ---------------------- | --------- | --------------- |
| Бондигу            | 463                    | 31073     | 31340           |
| Вильматье          | 1022                   | 31583     | 31340           |
| Вильмюр-сюр-Тарн   | 5654                   | 31584     | 31340           |
| Ла-Мадлен-сюр-Тарн | 1006                   | 31311     | 31340           |
| Ле-Борн            | 431                    | 31077     | 31340           |
| Лерак-сюр-Тарн     | 329                    | 31288     | 31340           |
| Мирпуа-сюр-Тарн    | 701                    | 31346     | 31340           |